# Crisis de la Quema del Corán
En el 2023, se produjeron varios casos de quema del Corán en Suecia, que los medios suecos denominaron colectivamente Korankrisen ("crisis del Corán"; "crisis de la quema del Corán" en algunos medios de comunicación en inglés). El más notable de ellos ocurrió el 28 de junio del 2023, cuando un refugiado cristiano iraquí de 37 años arrancó y prendió fuego a páginas del Corán frente a la mezquita de Estocolmo. Este incidente provocó protestas y condenas internacionales, particularmente entre el mundo musulmán. El 20 de julio, esta persona volvió a profanar el Corán en Estocolmo, lo que provocó más protestas y ataques, incluido un incendio provocado, contra la embajada sueca en Bagdad, que comenzaron el día anterior.
Esto dio lugar a varias protestas posteriores en Dinamarca, en las que se quemó el Corán frente a las embajadas de varios países de mayoría musulmana.

## Incidentes

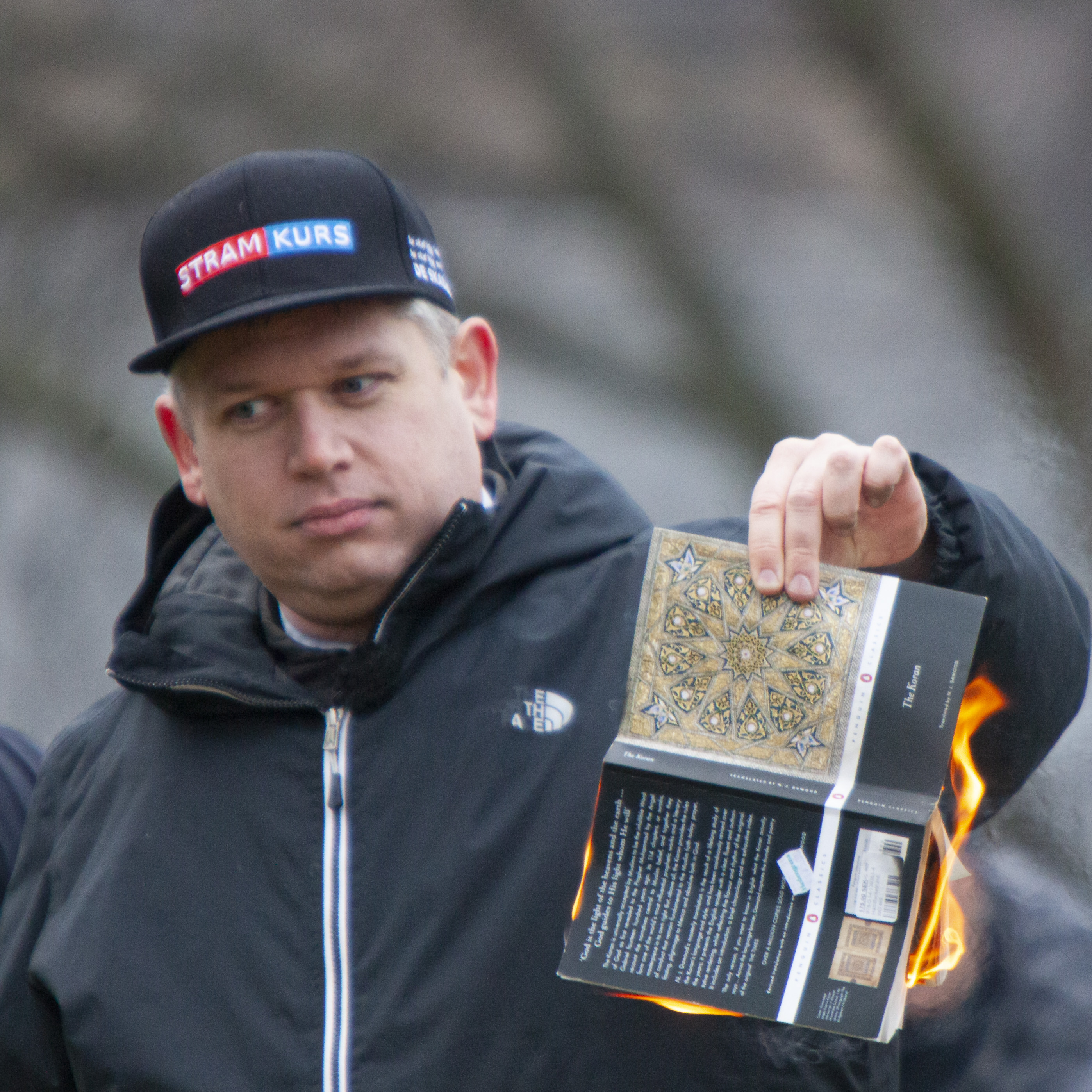
Rasmus Paludan quemando una versión traducida del Corán

En enero de 2023, el político de extrema derecha danés-sueco Rasmus Paludan quemó una copia del Corán frente a la embajada turca, lo que llevó al ministro de Defensa turco, Hulusi Akar, a suspender las conversaciones con Suecia sobre su membresía en la OTAN. Esto tuvo lugar en medio de otras manifestaciones pro-kurdas y anti-OTAN frente a la embajada.
Salwan Momika es un hombre arameo de 37 años que se mudó a Suecia en 2018 después de haber huido de Irak como refugiado. De ascendencia cristiana, ahora se identifica como ateo y ha pedido la prohibición del Corán en Suecia. El 28 de junio, apareció detrás de una fila de agentes de policía frente a la mezquita de Estocolmo, sosteniendo dos banderas suecas mientras sonaba por los altavoces Du gamla, du fria, el himno nacional de facto de Suecia. Rompió el Corán y le prendió fuego, al mismo tiempo que le colocaba una tira de tocino. Un manifestante intentó arrojarle algo y fue arrestado. El hecho ocurrió durante Eid al-Adha, una festividad importante en el Islam.
Después del incidente, la policía de Estocolmo dijo que recibió más solicitudes de permisos para quemar el Corán, así como solicitudes para quemar la Torá y la Biblia afuera de la embajada de Israel, pero que luego fueron canceladas.
En las semanas siguientes se produjeron varias protestas de seguimiento en Dinamarca. El 24 de julio, Danske Patrioter quemó un Corán frente a la embajada iraquí. El 25 de julio, los manifestantes quemaron un Corán frente a la embajada de Egipto en Copenhague, y el mismo día se quemó un Corán frente a la embajada de Turquía. El 31 de julio estaban previstas en Dinamarca un total de siete quemas de Corán.
El 3 de septiembre del 2023, estalló un violento motín y los islamistas arrojaron piedras a la policía, quemaron coches e incendiaron un garaje subterráneo, después de que Momika encendiera una copia del Corán en presencia de 2.000 espectadores.

## Protestas y violencia
El 2 de julio de 2023 se llevaron a cabo dos protestas frente al Karachi Press Club, condenando el incendio. En Islamabad, Pakistán, agentes de policía impidieron a los partidarios del grupo religioso Jamaat-e-Islami marchar hacia la embajada sueca durante una manifestación.
El 29 de junio, manifestantes irrumpieron en la embajada sueca en Bagdad después de que el clérigo iraquí Muqtada al-Sadr calificara a Suecia de "hostil al Islam". Los manifestantes entraron brevemente al edificio. El 19 de julio, después de otra quema planificada del Corán, la embajada sueca en Bagdad fue asaltada e incendiada por manifestantes mientras Irak pedía al embajador sueco que abandonara suelo iraquí, rompiera los lazos con Suecia y prohibiera las empresas suecas en Irak. Estados Unidos criticó las Fuerzas de seguridad iraquíes por no impedir que los manifestantes irrumpieran en los terrenos de la embajada.
En respuesta a los incendios, la milicia iraní Ashab al-Kahf, que también está activa en Bagdad, lanzó amenazas en Telegram instando a sus seguidores a atacar a los suecos.

## Reacciones

### Nacionales
- Suecia: El gobierno sueco condenó el incendio, calificándolo de "islamófobo" y diciendo que no reflejaba la opinión del gobierno.[23]  Los incidentes provocaron un debate en Suecia sobre la libertad de expresión y el derecho a ofender, versus lo que constituye un discurso de odio según la ley sueca.[6] Suecia ha dicho que las redes de desinformación respaldadas por Rusia han afirmado falsamente que el gobierno sueco apoyó los incendios para socavar las posibilidades de Suecia de unirse a la OTAN.[24] La policía sueca presentó cargos preliminares por delitos de odio contra un hombre que quemó un Corán frente a una mezquita en Estocolmo en junio de 2023, y los fiscales estatales suecos decidieron si lo acusan formalmente o no. Si lo acusan, corresponderá a un juez sueco decidir si sus acciones constituyeron o no incitación según la ley actual.[25] El 30 de julio, el primer ministro sueco, Ulf Kristersson, dijo que Suecia se encontraba en "la situación de seguridad más grave desde la Segunda Guerra Mundial".[26]

### Internacionales
- Estados Unidos: Los Estados Unidos expresaron su desaprobación por la quema, pero también afirmó que otorgar permiso para la manifestación apoyaba la libertad de expresión.[4] Estados Unidos también pidió a Turquía que permita que Suecia se una a la OTAN.[16]
- Dinamarca: El Ministro de Asuntos Exteriores danés, Lars Løkke Rasmussen, dijo el 30 de julio que "los incendios son actos profundamente ofensivos e imprudentes cometidos por [unos] pocos individuos. Estos pocos individuos no representan los valores sobre los que se construye la sociedad danesa".[27] El gobierno danés también dijo que intentaría encontrar medios legales para evitar la quema del Corán frente a las embajadas de otros países. El 4 de agosto, el gobierno dijo que estaba endureciendo los controles fronterizos para evitar la entrada al país de personas no deseadas.[28]
- Afganistán: Afganistán suspendió todas las actividades suecas, que incluían a los grupos de trabajadores humanitarios suecos, y dijo que la prohibición permanecería activa hasta que Suecia se disculpara por sus acciones.[29]
- Irán: En Irán, el subdirector del Cuerpo de la Guardia Revolucionaria Islámica dijo que es deber de Irán castigar al individuo infractor, que el individuo no debe tener seguridad.[30] El líder supremo iraní, el ayatolá Ali Jamenei, pidió la pena de muerte para el perpetrador,[31] afirmando que Suecia "se había puesto en orden de batalla para la guerra contra el mundo musulmán".[32] Un informe del Ministerio de Inteligencia iraní alegó que Momika estaba afiliada al Mossad desde 2019.[33]

Operaciones extraterritoriales Ali Mohammadi-Sirat dijo que el hombre que no respetó el Corán debería temer por su vida. El general Salami dijo que hay que vivir con miedo aunque lleve décadas. Teherán anunció que construirán la Puerta del Corán en relación.
- Irak: Irak convocó al embajador sueco en el país y calificó la quema del Corán de "racista" e "irresponsable".[37][38] En respuesta, Irak cortó todos los lazos y conexiones diplomáticas y comerciales con Suecia. El clérigo iraquí Muqtada al-Sadr pidió a Suecia que despojara a Momika de su ciudadanía y lo repatriara para procesarlo; de lo contrario, al-Sadr dijo que sería juzgado en rebeldía.[5] El 20 de julio, Irak expulsó al embajador sueco en respuesta a otra quema prevista del Corán en Estocolmo.[18]
- Jordania: Jordania describió el incidente como "un acto racista de odio grave".[5]
- Marruecos: Marruecos llamó a su embajador en Suecia por tiempo indefinido.[4]
- Pakistán: Los musulmanes en Pakistán celebraron un "Día de la Santidad del Corán" el 7 de julio después de que el primer ministro Shehbaz Sharif convocara protestas.[16]

En declaraciones ante el Consejo de Derechos Humanos de las Naciones Unidas el 11 de julio, el ministro de Asuntos Exteriores de Pakistán, Bilawal Bhutto Zardari, describió la quema del Corán como una "incitación al odio religioso, la discriminación y los intentos de provocar la violencia", realizada bajo "la sanción del gobierno y con el sentido de impunidad".
- Turquía: El presidente turco, Recep Tayyip Erdoğan, criticó duramente a Suecia por permitir que ocurriera el incidente, afirmando que Turquía no toleraría ninguna política de provocación o amenaza. "Enseñaremos al arrogante pueblo occidental que no es libertad de expresión insultar los valores sagrados de los musulmanes", afirmó.[4] Esta condena se produjo en un momento tenso entre los dos países, ya que Turquía estaba retrasando la entrada de Suecia en la OTAN, diciendo que no estaba tomando suficientes medidas contra los activistas prokurdos y el movimiento Gülen (diseñado como grupo terrorista por Turquía).[5][40] A finales de julio de 2023, Turquía emitió una orden de arresto oficial contra Rasmus Paludan y otras nueve personas por haber participado en la quema del Corán en Suecia ese año.[41]
- Indonesia: El gobierno indonesio, a través de su Ministerio de Asuntos Exteriores, condenó el incendio.[42] El ministro de Asuntos Exteriores, Retno Marsudi, convocó a los embajadores de Suecia y Dinamarca en Indonesia el 1 de agosto de 2023.[43]
- Egipto: Al-Azhar Al-Sharif de Egipto llamó a boicotear todos los productos suecos y holandeses y calificó los actos de quema como una "ofensa" al Islam y a los musulmanes de todo el mundo, y dijo que el boicot sería una reacción apropiada contra los gobiernos que protegen "los productos bárbaros". crímenes bajo la bandera inhumana e inmoral que llaman libertad de expresión".[44] El ministro egipcio de Asuntos Exteriores, Sameh Shoukry, lo condenó enérgicamente y dijo que es un "acto vergonzoso que provoca los sentimientos de cientos de millones de personas".

Millones de musulmanes en todo el mundo".  El encargado de negocios sueco fue convocado por el ministro adjunto de Asuntos Europeos, Ihab Nasr, quien durante su reunión condenó el acto de quema.
- Santa Sede: El Papa Francisco condenó el acto y le dijo a Al-Ittihad que "cualquier libro considerado sagrado debe ser respetado para respetar a quienes creen en él", y que se sentía "enojado y disgustado" por la quema del Corán.[47]
- Israel: El presidente israelí, Isaac Herzog, condenó a Suecia por permitir la quema del Corán, calificándola de "acto de puro odio".[48][49]

### Organizaciones internacionales
El 2 de julio, la Organización de Cooperación Islámica dijo que se necesitaba el derecho internacional y otras medidas colectivas para prevenir futuros incidentes relacionados con la profanación del Corán.
El 12 de julio, el Consejo de Derechos Humanos de las Naciones Unidas adoptó una moción "contra el odio religioso que constituye incitación a la discriminación, la hostilidad o la violencia" en respuesta al incidente de la quema del Corán. Como ocurre con todas las decisiones del consejo, esto no es legalmente vinculante.

## Reacciones judiciales
En febrero de 2023, la autoridad policial sueca denegó el permiso a "una asociación y un particular" para quemar el Corán frente a las embajadas de Turquía e Irak en Estocolmo. En junio de 2023, esta negativa fue anulada por el Tribunal de Apelación de Estocolmo [sv]. Un juez concluyó que el temor de la policía a los problemas de seguridad no era lo suficientemente obvio como para anular el derecho constitucional de quienes planeaban quemar el Corán a realizar lo que afirmaban ser una manifestación política. Ya no existe una Ley contra la blasfemia en Suecia o Dinamarca.
El 12 de julio, el Tribunal Supremo Administrativo de Suecia anunció que conocería un caso relacionado con la denegación de un permiso de protesta a partir de abril.